# Cameră submersibilă de decompresie
Camera submersibilă de decompresie a fost concepută de către Robert Davis în anul 1928 cu scopul de a oferi scafandrului posibilitatea de a fi coborât în siguranță la adâncimea de lucru, precum și de a efectua palierele de decompresie necesare pe drumul de întoarcere (în sus) într-un mediu uscat, mai confortabil. În plus, durata decompresiei este mult scurtată prin administare de oxigen pur în loc de aer.
Metoda a fost acceptată de către Royal Navy, efectuându-se numeroase scufundări la adâncimi de 60 ... 90 m, urmate de decompresii în camera submersibilă.

## Construcție
Camera avea formă cilindrică, era construită din oțel și putea adăposti doi scafandri.

La partea superioară era prevăzută cu un sistem de prindere pentru a putea fi coborâtă și ridicată cu un vinci de pe o navă suport, pe care se aflau și compresoarele de alimentare cu aer. 

La partea inferioară se afla o poartă de acces prin care scafandrul, echipat cu echipament greu de scufundare, putea intra în interior.

În interior se aflau instalația de ilumint, sistemul de comunicații radio precum și manometre pentru controlul presiunii interne și adâncimii.
Oxigenul era furnizat de un aparat de respirat cu două furtunuri tip Novus  de la o butelie cu capacitatea de 2.800 litri și presiunea de 120 bar aflată în interior și o alta de urgență cu capacitatea de 1.700 litri, montată la exteriorul camerei.